# Sindrome da risposta infiammatoria sistemica
In medicina per sindrome da risposta infiammatoria sistemica (systemic inflammatory response syndrome o SIRS), si intendeva uno stato infiammatorio frutto della risposta dell'organismo (il sistema) a una presunta noxa.
Nel 2003, la validità clinica dei criteri diagnostici per la SIRS è stata fortemente ridimensionata, il nome SIRS non compare nelle stesure successive delle linee guida della Surviving Sepsis Campaign e la originaria definizione è stata ampliata; tuttavia molti autori continuarono ad utilizzare tale termine per inerzia o perché dal punto di vista didattico sembrava apparire ancora utile.

## Definizione di SIRS
I vecchi criteri per definire la SIRS furono concordati nel 1992. La SIRS poteva essere diagnosticata quando erano presenti almeno due delle seguenti condizioni:
- Frequenza cardiaca > 90 battiti al minuto
- Temperatura corporea < 36 °C o > 38 °C
- Aumento (tachipnea) o riduzione (bradipnea) della frequenza respiratoria
- Numero di globuli bianchi nel sangue < 4 000 per mm³ (leucopenia) o > 12 000 per mm³ (leucocitosi), oppure aumento > 10% di forme immature di neutrofili.

Quando esiste una causa sospetta o provata di infezione la SIRS viene chiamata sepsi. La misura del valore della procalcitonina può aiutare a differenziare l'origine batterica dell'infezione dalle cause di SIRS non infettiva.